# Liste de films français sortis en 1946
Listes de films français
- 1942
- 1943
- 1944
- 1945
- 1946
- 1947
- 1948
- 1949
- 1950

Cet article présente une liste non exhaustive de films français sortis en 1946 :
| Titre                            | Réalisateur                       | Distribution                                                                  | Genre                       | Notes                            |
| -------------------------------- | --------------------------------- | ----------------------------------------------------------------------------- | --------------------------- | -------------------------------- |
| 120, rue de la Gare              | Jacques Daniel-Norman             | René Dary, Sophie Desmarets, Jean Parédès                                     | Policier                    |                                  |
| Adieu chérie                     | Raymond Bernard                   | Danielle Darrieux, Louis Salou, Gabrielle Dorziat                             | Drame                       |                                  |
| L'Affaire du collier de la reine | Marcel L'Herbier                  | Viviane Romance, Maurice Escande                                              | Drame historique            |                                  |
| L'Affaire du Grand Hôtel         | André Hugon                       | Henri Alibert, Édouard Delmont, Noël Roquevert                                | Comédie                     |                                  |
| Amour, Délices et Orgues         | André Berthomieu                  | Jean Desailly, Gisèle Pascal, Catherine Erard                                 | Comédie musicale            |                                  |
| L'Ange qu'on m'a donné           | Jean Choux                        | Jean Chevrier, Gabrielle Dorziat, Catherine Fonteney                          | Comédie dramatique          |                                  |
| L'assassin n'est pas coupable    | René Delacroix                    | Jules Berry, Albert Préjean                                                   | Drame Policier              |                                  |
| Au pays des cigales              | Maurice Cam                       | Henri Alibert, Nicolas Amato, Francine Bessy                                  | Comédie musicale            |                                  |
| Au petit bonheur                 | Marcel L'Herbier                  | Danielle Darrieux, André Luguet, François Périer                              | Comédie dramatique          |                                  |
| Aubervilliers                    | Éli Lotar                         | -                                                                             | Documentaire                | 25 min                           |
| L'Aventure de Cabassou           | Gilles Grangier                   | Fernandel, Micheline Francey, André Fouché                                    | Comédie                     |                                  |
| La Bataille du rail              | René Clément                      | Charles Boyer, Jean Clarieux, Lucien Desagneaux                               | Drame                       |                                  |
| La Belle et la Bête              | Jean Cocteau                      | Jean Marais, Josette Day                                                      | fantastique                 |                                  |
| Le Cabaret du grand large        | René Jayet                        | Sessue Hayakawa, Fernand Fabre André Talmès                                   | policier                    |                                  |
| Le Capitan                       | Robert Vernay                     | Jean Pâqui, Sophie Desmarets, Aimé Clariond                                   | cape et d'épée              |                                  |
| Christine se marie               | René Le Hénaff                    | Monique Rolland, Jean Murat, Huguette Duflos                                  | Drame                       |                                  |
| Les Clandestins                  | André Chotin                      | Suzy Carrier, Georges Rollin, Constant Rémy                                   | Drame                       |                                  |
| Cœur de coq                      | Maurice Cloche                    | Fernandel, Mireille Perrey, Paul Azaïs                                        | Comédie                     |                                  |
| Comédiens ambulants              | Jean Canolle                      | -                                                                             | Documentaire                | 20 min                           |
| Le Couple idéal                  | Bernard Roland, Raymond Rouleau   | Raymond Rouleau, Yves Deniaud, Hélène Perdrière                               | Comédie dramatique          |                                  |
| Cri-Cri, Ludo et l'orage         | Antoine Payen                     | -                                                                             | dessin animé                | 10 min                           |
| Cyrano de Bergerac               | Fernand Rivers                    | Claude Dauphin, Pierre Bertin                                                 | Romance                     |                                  |
| Les Démons de l'aube             | Yves Allégret                     | Georges Marchal, André Valmy, Jean Carmet                                     | Guerre                      |                                  |
| Le Dernier Sou                   | André Cayatte                     | Ginette Leclerc, Guy Decomble, Gilbert Gil                                    | Drame                       |                                  |
| Désarroi                         | Robert-Paul Dagan                 | Léonce Corne, Jules Berry, Suzy Carrier                                       | Comédie                     |                                  |
| Destins                          | Jean-Pierre Feydeau               | Tino Rossi, Micheline Francey, Mila Parely                                    | Comédie dramatique musicale |                                  |
| Les Enfants du ciel              | Wilma de Quiche                   | -                                                                             | Dessin animé                |                                  |
| L'Ennemi sans visage             | Robert-Paul Dagan Maurice Cammage | Louise Carletti, Franck Villard, Roger Karl                                   | Policier                    |                                  |
| Étoile sans lumière              | Marcel Blistène                   | Édith Piaf, Serge Reggiani, Mila Parély                                       | Mélodrame                   | 1er rôle Yves Montand            |
| Étrange Destin                   | Louis Cuny                        | Renée Saint-Cyr, Henri Vidal, Aimé Clariond                                   | Drame                       |                                  |
| Faut ce qu'il faut               | René Pujol                        | Pierre Larquey, Marguerite Pierry                                             | Comédie dramatique          |                                  |
| La Femme fatale                  | Jean Boyer                        | Pierre Brasseur, Gaby Sylvia, Jacqueline Gauthier                             | Comédie dramatique          |                                  |
| La Fille du diable               | Henri Decoin                      | Pierre Fresnay, Fernand Ledoux, Thérèse Dorny                                 | Drame                       |                                  |
| Fils de France                   | Pierre Blondy                     | Jimmy Gaillard, Jean Mercanton                                                | Drame                       |                                  |
| La Flûte magique                 | Paul Grimault                     | -                                                                             | animation                   | 10 min                           |
| La Foire aux chimères            | Pierre Chenal                     | Erich von Stroheim, Louis Salou, Madeleine Sologne                            | Drame                       |                                  |
| Le Gardian                       | Jean de Marguenat                 | Tino Rossi, Lilia Vetti, Loleh Bellon                                         | Drame musical               |                                  |
| Gringalet                        | André Berthomieu                  | Charles Vanel, Marguerite Deval, Suzy Carrier                                 | Comédie                     |                                  |
| Les Gueux au paradis             | René Le Hénaff                    | Fernandel, Armand Bernard, Raimu                                              | Comédie                     |                                  |
| L'Homme au chapeau rond          | Pierre Billon                     | Raimu,Aimé Clariond, Lucy Valnor                                              | Drame                       | dernier film de Raimu            |
| L'Idiot                          | Georges Lampin                    | Gérard Philipe, Edwige Feuillère, Marguerite Moreno                           | Comédie dramatique          |                                  |
| Il suffit d'une fois             | Andrée Feix                       | Edwige Feuillère, Henri Guisol, Fernand Gravey                                | Comédie                     |                                  |
| Impasse                          | Pierre Dard                       | Julien Carette, Marie Déa, Jean d'Yd                                          | Drame                       |                                  |
| L'Insaisissable Frédéric         | Richard Pottier                   | Renée Saint-Cyr, Paul Meurisse                                                | Comédie                     |                                  |
| Les J3                           | Roger Richebé                     | Gisèle Pascal, Saturnin Fabre                                                 | Comédie                     |                                  |
| Jéricho                          | Henri Calef                       | Nadine Alari, Roland Armontel, Pierre Brasseur                                | Guerre                      |                                  |
| Jeux de femmes                   | Maurice Cloche                    | Hélène Perdrière, Saturnin Fabre, Jacques Dumesnil                            | Comédie                     |                                  |
| Leçon de conduite                | Gilles Grangier                   | Odette Joyeux, André Alerme, Gilbert Gil                                      | Comédie                     |                                  |
| Lunegarde                        | Marc Allégret                     | Gaby Morlay, Gisèle Pascal                                                    | Drame                       |                                  |
| Macadam                          | Marcel Blistène                   | Françoise Rosay, Paul Meurisse, Andrée Clément                                | Drame                       |                                  |
| Madame et son flirt              | Jean de Marguenat                 | Giselle Pascal, Denise Grey, Andrex                                           | Comédie romantique          |                                  |
| Les Malheurs de Sophie           | Jacqueline Audry                  | Madeleine Rousset, Marguerite Moreno, Michel Auclair                          | Comédie dramatique          |                                  |
| Martin Roumagnac                 | Georges Lacombe                   | Jean Gabin, Marlène Dietrich, Margo Lion                                      | Drame                       |                                  |
| Master Love                      | Robert Péguy                      | Claude May, Fernand Fabre                                                     | comédie                     |                                  |
| Le Médecin des neiges            | Marcel Ichac                      | Gérard Oury, Jacqueline Roman                                                 |                             | 29 min                           |
| Mensonges                        | Jean Stelli                       | Gaby Morlay, Jean Marchat, Jacqueline Porel                                   | Drame                       |                                  |
| Messieurs Ludovic                | Jean-Paul Le Chanois              | Bernard Blier, Jean Chevrier, Odette Joyeux                                   | Comédie dramatique          |                                  |
| Mission spéciale                 | Maurice de Canonge                | Jany Holt, Pierre Renoir, Jean Davy                                           | Thriller                    |                                  |
| Monsieur Grégoire s'évade        | Jacques Daniel-Norman             | Bernard Blier, Yvette Lebon, Jules Berry                                      | Comédie policière           |                                  |
| Nous ne sommes pas mariés        | Bernard-Roland Gianni Pons        | Louise Carletti, Claude Dauphin, Robert Arnoux                                | Comédie                     |                                  |
| Nuits d'alerte                   | Léon Mathot                       | Hélène Perdrière, Roger Pigaut, Pierre Dudan                                  | Film de guerre              |                                  |
| On demande un ménage             | Maurice Cam                       | Gilbert Gil, Robert Dhéry, Jean Tissier                                       | Comédie                     |                                  |
| On ne meurt pas comme ça         | Jean Boyer                        | Anne-Marie Blanc, Denise Vernac, Erich von Stroheim                           | Comédie dramatique          |                                  |
| Ouvert pour cause d'inventaire   | Alain Resnais                     | Danièle Delorme, Michel Auclair, Pierre Trabaud                               | Drame                       | film perdu                       |
| Partie de campagne               | Jean Renoir                       | Sylvia Bataille, Jacques Brunius, Georges Darnoux                             |                             |                                  |
| Pas si bête                      | André Berthomieu                  | André Bourvil, Suzy Carrier, Mona Goya                                        | Comédie                     |                                  |
| Patrie                           | Louis Daquin                      | Pierre Asso, Pierre Blanchar                                                  | Drame                       |                                  |
| Le Pays sans étoiles             | Georges Lacombe                   | Pierre Brasseur, Gérard Philipe, Jany Holt                                    | Drame, romance              |                                  |
| Le Père tranquille               | René Clément                      | Noël-Noël, Marcel Delaître                                                    | Comédie dramatique          |                                  |
| Pétrus                           | Marc Allégret                     | Pierre Brasseur, Marcel Dalio, Fernandel                                      | Comédie                     |                                  |
| Les Portes de la nuit            | Marcel Carné                      | Nathalie Nattier, Yves Montand, Pierre Brasseur                               | Drame                       |                                  |
| Quartier sans soleil             | Dimitri Kirsanoff                 | Colette Darfeuil, Jean Servais, Antonin Berval Charlotte Lysès, Jean Brochard |                             |                                  |
| Raboliot                         | Jacques Daroy                     | Julien Bertheau, Lise Delamare, Blanchette Brunoy                             | Drame                       |                                  |
| La Revanche de Roger la Honte    | André Cayatte                     | Lucien Coëdel, Paul Bernard, Maria Casarès                                    | Drame                       |                                  |
| Roger la Honte                   | André Cayatte                     | Lucien Coëdel, Paul Bernard, Maria Casarès                                    | Drame                       |                                  |
| La Rose de la mer                | Jacques de Baroncelli             | Fernand Ledoux, Roger Pigaut, Denise Bosc                                     | Comédie dramatique          |                                  |
| Schéma d'une identification      | Alain Resnais                     | Gérard Philipe, François Chaumette                                            | Documentaire                | 30 min                           |
| Sérénade aux nuages              | André Cayatte                     | Tino Rossi, Jacqueline Gauthier, Jacques Louvigny                             | Comédie musicale            |                                  |
| Son dernier rôle                 | Jean Gourguet                     | Gaby Morlay, Jean Debucourt, Marcel Dalio                                     | Drame                       |                                  |
| Le Studio en folie               | Walter Kapps                      | André Bourvil, Josette Daydé                                                  | f. musical                  | 25 min                           |
| Sylvie et le Fantôme             | Claude Autant-Lara                | Odette Joyeux, François Périer, Pierre Larquey                                | Comédie                     |                                  |
| La Symphonie pastorale           | Jean Delannoy                     | Michèle Morgan, Jean Desailly                                                 | Drame                       | Grand Prix du Festival de Cannes |
| Tant que je vivrai               | Jacques de Baroncelli             | Edwige Feuillère, Georges Lannes, Germaine Kerjean                            |                             |                                  |
| La Tentation de Barbizon         | Jean Stelli                       | Simone Renant, François Périer, Juliette Faber                                | Comédie                     |                                  |
| Tombé du ciel                    | Emil-Edwin Reinert                | Claude Dauphin, Gisèle Pascal, Jacqueline Gauthier                            | Comédie                     |                                  |
| Trente et quarante               | Gilles Grangier                   | Georges Guétary, Martine Carol, André Alerme                                  | Comédie musicale            |                                  |
| La Troisième Dalle               | Michel Dulud                      | Henri Arius, Pauline Carton, Jules Berry                                      | Film policier               |                                  |
| Un ami viendra ce soir           | Raymond Bernard                   | Michel Simon, Paul Bernard, Madeleine Sologne                                 | Comédie dramatique          |                                  |
| Un drame au cirque               | Marc Allégret                     | Louis Jourdan, Micheline Presle Janine Darcey                                 | drame                       |                                  |
| Un revenant                      | Christian-Jaque                   | Louis Jouvet, Gaby Morlay, Ludmila Tcherina                                   | Comédie dramatique          |                                  |
| Une femme coupée en morceaux     | Yvan Noé                          | Gaby Andreu, Noëlle Norman, Lily Baron                                        | Comédie                     |                                  |
| Le Visiteur                      | Jean Dréville                     | Petits Chanteurs à la croix de bois, Pierre Fresnay                           | Drame                       |                                  |
| Vive la liberté (film, 1946)     | Jeff Musso                        | Raymond Bussières, Jeanne Manet                                               | drame                       |                                  |